# Ana María Groot
Ana Maíra Groot de Mahecha (Bogotá, 29 de agosto de 1952) é uma historiadora, arqueóloga, antropóloga e professora colombiana. É trilíngue (espanhol, inglês e francês) e associada do Departamento de Antropologia da Universidad Nacional de Colombia.

## Biografia
Ana María Groot de Mahecha (outras fontes dão o segundo sobrenome Sáenz) nasceu em Bogotá em 29 de agosto de 1952. Frequentou o Colégio Santa Francisca Romana e estudou antropologia na Universidad de los Andes, obtendo seu mestrado, em 1974, com a tese intitulada Excavaciones Arqueológicas en Tierradentro. Estudio sobre cerámica y su posible uso en la elaboración de la sal ("Escavações arqueológicas em Tierradentro. Estudo sobre a cerâmica e seu possível uso na elaboração do sal”). Em 2008, Ana María Groot concluiu o doutorado em história pela Universidad Nacional de Colombia com a tese Trabajo y vida cotidiana en los pueblos productores de sal en el altiplano de Bogotá, siglos XVI-XVII ("Cotidiano de trabalho e vida do sal povos produtores do planalto de Bogotá, séculos XVI-XVII").
Groot publicou sobre a arqueologia e antropologia de culturas indígenas pré-colombianas como Tierradentro, San Agustín, Nariño, Tairona e Muisca, sobre principalmente o uso do sal das minas de Nemocón e Zipaquirá.

### Livros
- 2008 – Sal y poder no altiplano de Bogotá, 1537-1640
- 2006 – Arqueologia e patrimônio: conocimiento y apropiacion social
- 1992 – Checua: Una secuencia cultural entre 8500 y 3000 años antes del presente
- 1991 – Intento de delimitação do território dos grupos étnicos pastos y quillacingas en el altiplano nariñense
- 1989 - Colombia prehispánica: regiones arqueológicas; capítulos I, VIII, IX

### Artigos
- 2014 - Apropiación social del patrimonio de la municipio de municipio, Cundinamarca: un cundan ciencia, la sociación de la politica
- 2012 - Uma história de vida entre o passado e o presente da Colômbia: Homenaje a Alicia Dussán de Reichel-Dolmatoff
- 2006 - Paisajes arqueológicos relacionados con elamino principal andino (Qhapaq Ñan)
- 2000 - Dieta y bioantropología de los pobladores tempranos del valle medio del río Checua
- 2000 - Sal, caminos y mercaderes: el caso de los muiscas en el siglo XVI
- 2000 - Caminos Precolombinos: las vías, los ingenieros y los viajeros
- 1999 - Las Salinas de Zipaquirá
- 1990 - Excavaciones arqueológicas en el municipio de Nemocón
- 1988 – Las Federaciones de aldeas: el caso de los muiscas y de los taironas
- 1986 - Generalidades sobre el poblamiento prehispánico del Parque Nacional Natural Tairona
- 1983 - Ciudad Perdida: Una población serrana de los taironas

### Palestras
- 2015 - La mita salinera en el Nuevo Reino de Granada y el rol de las mujeres: el caso de los muiscas en el altiplano de Bogotá